# Nogometni klub Trešnjevka Zagreb
Il NK Trešnjevka è una squadra di calcio croata con sede nell'omonimo quartiere a Zagabria. È stata fondata nel 1926. Nella stagione 2016-17 si è piazzata al 9º posto nella 1. Zagrebačka liga (la prima divisione della città di Zagabria, 5º livello nel calcio croato).

## Storia
Il club è stato fondato nel 1926 come Panonija e nel 1929 ha adottato il nome attuale. Il massimo successo è stata la vittoria della Druga Liga jugoslava nel 1962-63 ottenendo così la promozione nella massima divisione. Nello stesso anno partecipa alla Coppa delle Fiere, uscendo al primo turno per mano dei portoghesi del Belenenses (questa sarà l'unica apparizione del Trešnjevka nelle coppe europee). La permanenza in Prva Liga dura per 3 stagioni ottenendo risultati non lusinghieri: 11º, 14º e 16º posto; quest'ultimo piazzamento comporta la retrocessione e mai più i zagabresi riusciranno a tornarci. Nella Coppa di Jugoslavia il massimo risultato sono stati i quarti di finale nel 1964-65.
Nell'estate del 1991 lascia i campionati jugoslavi per entrare in quelli croati, partendo dalla seconda divisione. Il massimo risultato sono 6 stagioni nella Druga Liga croata (il top è stato il 4º posto nel Girone Nord nel 1992-93, e nello stesso anno ha raggiunto gli ottavi di finale nella Coppa di Croazia, nella sua unica partecipazione al torneo).

### Campionato
| Stagione          | Liv. | Campionato         | n° sqr | Pos. | G  | V  | N | P  | GF | GS | Pti |
| ----------------- | ---- | ------------------ | ------ | ---- | -- | -- | - | -- | -- | -- | --- |
| R.S.F. JUGOSLAVIA |      |                    |        |      |    |    |   |    |    |    |     |
| 1962-63           | II   | Druga Liga - Ovest | 16     | 1º   | 30 | 18 | 4 | 8  | 66 | 39 | 40  |
| 1963-64           | I    | Prva Liga          | 14     | 11º  | 26 | 9  | 5 | 12 | 34 | 54 | 23  |
| 1964-65           | I    | Prva Liga          | 15     | 14º  | 28 | 7  | 7 | 14 | 27 | 46 | 21  |
| 1965-66           | I    | Prva Liga          | 16     | 16º  | 30 | 6  | 6 | 18 | 41 | 74 | 13  |

### Coppe nazionali
| R.S.F. JUGOSLAVIA                |                      |
| Kup Maršala Tita 1958-1959       | sedicesimi di finale |
| Kup Maršala Tita 1959-1960       | ottavi di finale     |
| Kup Maršala Tita 1960-1961       | sedicesimi di finale |
| Kup Maršala Tita 1961-1962       | sedicesimi di finale |
| Kup Maršala Tita 1962-1963       | sedicesimi di finale |
| Kup Maršala Tita 1964-1965       | quarti di finale     |
| CROAZIA                          |                      |
| Hrvatski nogometni kup 1992-1993 | ottavi di finale     |

### Coppe europee
| Stagione | Competizione      | Turno    | Nazionalità           | Squadra    | Risultati |
| -------- | ----------------- | -------- | --------------------- | ---------- | --------- |
| 1963–64  | Coppa delle Fiere | 1º turno | Portogallo (bandiera) | Belenenses | 0–2, 1–2  |

## Palmarès

### Competizioni nazionali
- 2. Savezna liga: 1

1962-1963 (girone ovest)

### Altri piazzamenti
- 2. Savezna liga:

Secondo posto: 1959-1960 (girone ovest)
Terzo posto: 1960-1961 (girone ovest), 1961-1962 (girone ovest)

## Giocatori ed allenatori di rilievo
- Marijan Brnčić (giocatore)
- Branko Gračanin (giocatore)
- Ivan Pavlik (giocatore)
- Ljubo Benčić (allenatore)